# Световно изложение
Световно изложение или експо (expo, съкращение от exposition – „изложение“ на английски и френски, също известно като Exposition Universelle Internationale на френски и World’s Fair на английски) е международно (търговско изложение), което символизира индустриализацията и икономическото развитие.
Организира се в закрити павилиони и на открити площадки за демонстрация на новаторски технологии и достижения. Няма чисто търговски характер, но спомага за подобряването на имиджа на отделните страни и техните продукти.
Първото световно изложение е Голямото изложение, което се провежда в лондонския Хайд Парк през 1851 г. по инициатива на принц Алберт. Главната атракция е Кристалният дворец, построен специално за изложението от метал и стъкло, дело на Джоузеф Пакстън.

## Международни изложения (година, място и символ)
1851 – Лондон, Великобритания – Голямото изложение – Кристалният дворец
1853 – Ню Йорк, САЩ
1853 – Дъблин, Ирландия (тогава част от Великобритания)
1855 – Париж, Франция – „Exposition Universelle“
1862 – Лондон, Великобритания
1867 – Международно изложение, Париж, Франция
1873 – Виена, Австрия
1874 – Дъблин, Ирландия (тогава част от Великобритания)
1876 – Филаделфия, Пенсилвания – Статуята на свободата
1878 – Париж, Франция
1882 – Москва, Русия
1884 – Нови Орлеан, Луизиана, САЩ
1885 – Антверпен, Белгия
1886 – Лондон, Великобритания
1886 – Мелбърн, Австралия
1888 – Глазгоу, Великобритания
1889 – Париж, Франция – Айфеловата кула
1893 – Чикаго, Илинойс, САЩ – Изложението „Света на Колумб“, „Белият град“, виенско колело
1894 – Сан Франциско, Калифорния, САЩ
1895 – Атланта, Джорджия, САЩ
1897 – Брюксел, Белгия
1900 – Париж, Франция
1901 – Бъфало, Ню Йорк (щат), САЩ
1904 – Сейнт Луис, Мисури, САЩ
1905 – Лиеж, Белгия
1906 – Милано, Италия
1907 – Дъблин, Ирландия (тогава част от Великобритания)
1907 – Хемптън Роудс, Вирджиния, САЩ
1909 – Сиатъл, Вашингтон (щат), САЩ
1910 – Брюксел, Белгия
1911 – Торино, Италия
1913 – Гент, Белгия
1915 – Сан Франциско, Калифорния, САЩ
1915 – Сан Диего, Калифорния, САЩ
1922 – Рио де Жанейро, Бразилия
1924 – Уембли, Великобритания
1925 – Париж, Франция
1926 – Филаделфия, Пенсилвания, САЩ
1929 – Барселона и Севиля, Испания
1930 – Антверпен, Белгия
1930 – Лютич, Белгия
1931 – Париж, Франция
1933 – Чикаго, Илинойс, САЩ
1935 – Брюксел, Белгия
1937 – Париж, Франция
1939 – Ню Йорк, САЩ – „New York World’s Fair oder The World of Tomorrow Futurama Trylon Perisphere“
1939 – Сан Франциско, Калифорния, САЩ – „Golden Gate Exposition oder Golden Gate International Exposition“
1958 – Брюксел, Белгия – „Atomium“
1962 – Сиатъл, Вашингтон, САЩ – „Century 21 Exposition Space Needle“
1964 – Ню Йорк, САЩ – 1964/1965 „New York World’s Fair“
1967 – Монреал, Канада – „Expo '67“, „Habitat“
1968 – Сан Антонио, Тексас, САЩ – „Hemisfair '68“
1970 – Осака, Япония – „Expo '70“
1974 – Спокейн, Вашингтон, САЩ – „Expo '74“
1975 – Окинава, Япония
1981 – Пловдив, България
1982 – Ноксвил, Тенеси, САЩ – „1982 World’s Fair – Sunsphere“
1984 – Нови Орлеан, Луизиана, САЩ – 1984 „Louisiana World Exposition“
1985 – Пловдив, България
1985 – Цукуба, Япония
1986 – Ванкувър, Канада
1988 – Брисбейн, Австралия
1991 – Пловдив, България
1992 – Севиля, Испания – „Exposición Universal de Sevilla 1992, La Cartuja“
1992 – Генуа, Италия
1993 – Теджон, Южна Корея
1998 – Лисабон, Португалия
2000 – Хановер, Германия
2004 – Сена-Сен-Дени, Франция отменено
2005 – Нагакуте и Сето, Япония
2008 – Сарагоса, Испания
2010 – Шанхай, Китай
2012 или 2013 – Ню Йорк, САЩ или Антверпен, Белгия или Лас Вегас, САЩ
2015 – Милано, Италия